# صعوه پشت‌عنابی
صعوه پشت‌عنابی (نام علمی: Prunella immaculata) نام یک گونه از راسته گنجشک‌سانان است.